# Настільний теніс на літніх Олімпійських іграх 2016 — кваліфікація
В цій статті представлено результати кваліфікації на турнір з настільного тенісу на літніх Олімпійських іграх 2016. Загалом на Олімпіаду потрапили 172 спортсмени зі своїх відповідних НОК, які будуть змагатися за чотири комплекти нагород. Кожна країна може бути представлена не більш як шістьма спортсменами - два чоловіки і дві жінки в одиночних розрядах і не більш як по одній команді в командних розрядах..
В одиночних змаганнях місця для 22 чоловіків і 22 жінок визначились на основі Світового рейтинг-листа Міжнародної федерації настільного тенісу ITTF станом на травень 2016 року. Жодна країна не може мати більш як по два спортсмени однієї статі на Іграх, тож на змагання потрапили деякі гравці, які посідають в рейтинг-листі місце нижче 28-го.
По 40 місць серед жінок і чоловіків, не більш як по два для кожної НОК, визначились на основі таких континентальних кваліфікаційних турнірів від 1 липня 1015 до 24 квітня 2016 року: по 6 від Африки і латинської Америки, по 11 від Європи і Азії, по 3 від Північної Америки і Океанії. По одному місцю на стать визначається за запрошенням тристоронньої комісії ITTF.
Щодо командних змагань, то для НОК з найвищим рейтингом від кожного континенту, які вже мали по два гравці в одиночних змаганнях, додавалось по одній квоті, щоб сформувати команду з трьох гравців, і таким способом забезпечувалось безпосереднє потрапляння на Ігри на основі рейтингу. Решта 10 команд формувались із 9 НОК з найвищим рейтингом незалежно від континенту і країни господарів, Бразилії (якщо не кваліфікувалась іншим способом), які вже мали по два гравці в одиночному розряді. Якби по два місця мали менш як 9 команд, то команду формувала наступна країна з одним представником, який має найвищий рейтинг.

## Країни, що кваліфікувалися
| Країна                  | Чоловіків        | Чоловіків        | Жінок            | Жінок            | Загалом |
| Країна                  | Одиночний розряд | Командний розряд | Одиночний розряд | Командний розряд | Загалом |
| ----------------------- | ---------------- | ---------------- | ---------------- | ---------------- | ------- |
| Австралія (AUS)         | 2                | X                | 2                | X                | 6       |
| Австрія (AUT)           | 2                | X                | 2                | X                | 6       |
| Білорусь (BLR)          | 1                |                  | 2                |                  | 3       |
| Бразилія (BRA)          | 2                | X                | 2                | X                | 6       |
| Канада (CAN)            | 1                |                  | 1                |                  | 2       |
| Китай (CHN)             | 2                | X                | 2                | X                | 6       |
| Колумбія (COL)          |                  |                  | 1                |                  | 1       |
| Республіка Конго (CGO)  | 2                |                  | 1                |                  | 3       |
| Хорватія (CRO)          | 1                |                  |                  |                  | 1       |
| Куба (CUB)              | 2                |                  |                  |                  | 2       |
| Чехія (CZE)             | 2                |                  | 2                |                  | 4       |
| Данія (DEN)             | 1                |                  |                  |                  | 1       |
| Єгипет (EGY)            | 2                |                  | 2                | X                | 5       |
| Фіджі (FIJ)             |                  |                  | 1                |                  | 1       |
| Фінляндія (FIN)         | 1                |                  |                  |                  | 1       |
| Франція (FRA)           | 2                | X                | 2                |                  | 5       |
| Німеччина (GER)         | 2                | X                | 2                | X                | 6       |
| Велика Британія (GBR)   | 2                | X                |                  |                  | 3       |
| Греція (GRE)            | 1                |                  |                  |                  | 1       |
| Гонконг (HKG)           | 2                | X                | 2                | X                | 6       |
| Угорщина (HUN)          | 1                |                  | 2                |                  | 3       |
| Індія (IND)             | 2                |                  | 2                |                  | 4       |
| Іран (IRI)              | 2                |                  | 1                |                  | 3       |
| Японія (JPN)            | 2                | X                | 2                | X                | 6       |
| Казахстан (KAZ)         | 1                |                  |                  |                  | 1       |
| Ліван (LIB)             |                  |                  | 1                |                  | 1       |
| Люксембург (LUX)        |                  |                  | 1                |                  | 1       |
| Мексика (MEX)           | 1                |                  | 1                |                  | 2       |
| Нідерланди (NED)        |                  |                  | 2                | X                | 3       |
| Нігерія (NGR)           | 2                | X                | 2                |                  | 5       |
| Північна Корея (PRK)    |                  |                  | 2                | X                | 4       |
| Парагвай (PAR)          | 1                |                  |                  |                  | 1       |
| Філіппіни (PHI)         |                  |                  | 1                |                  | 1       |
| Польща (POL)            | 2                | X                | 2                | X                | 6       |
| Португалія (POR)        | 2                | X                | 2                |                  | 5       |
| Пуерто-Рико (PUR)       | 1                |                  | 1                |                  | 2       |
| Катар (QAT)             | 1                |                  |                  |                  | 1       |
| Румунія (ROU)           | 2                |                  | 2                | X                | 5       |
| Росія (RUS)             | 1                |                  | 2                |                  | 3       |
| Сербія (SRB)            | 1                |                  |                  |                  | 1       |
| Сінгапур (SIN)          | 2                |                  | 2                | X                | 5       |
| Словаччина (SVK)        | 1                |                  | 2                |                  | 3       |
| Словенія (SLO)          | 1                |                  |                  |                  | 1       |
| Південна Корея (KOR)    | 2                | X                | 2                | X                | 6       |
| Іспанія (ESP)           | 1                |                  | 1                |                  | 2       |
| Швеція (SWE)            | 2                | X                | 2                |                  | 5       |
| Сирія (SYR)             |                  |                  | 1                |                  | 1       |
| Китайський Тайбей (TPE) | 2                | X                | 2                | X                | 6       |
| Таїланд (THA)           | 1                |                  | 2                |                  | 3       |
| Туніс (TUN)             |                  |                  | 1                |                  | 1       |
| Туреччина (TUR)         | 1                |                  | 1                |                  | 2       |
| Україна (UKR)           | 1                |                  | 1                |                  | 2       |
| США (USA)               | 2                | X                | 2                | X                | 6       |
| Узбекистан (UZB)        | 1                |                  |                  |                  | 1       |
| Вануату (VAN)           | 1                |                  |                  |                  | 1       |
| Венесуела (VEN)         |                  |                  | 1                |                  | 1       |
| Всього: 56 НОКів        | 70               | 16               | 70               | 16               | 172     |

## Спосіб кваліфікації
†: Спортсмени, які кваліфікувалися лише на змагання команд.

### Одиночний розряд (чоловіки)
| Спосіб кваліфікації                           | Строки             | Місце проведення | Місць | Спортсмени, що кваліфікувались |
| --------------------------------------------- | ------------------ | ---------------- | ----- | --- |
| Європейські ігри 2015                         | 12–28 червня 2015  | Баку             | 1     | Дмитро Овчаров (GER) |
| Панамериканські ігри 2015                     | 10–26 липня 2015   | Торонто          | 1     | Уго Кальдерано (BRA) |
| Всеафриканські ігри 2015                      | 10–19 вересня 2015 | Браззавіль       | 4     | Ван Цзянань (CGO) Омар Ассар (EGY) Халід Ассар (EGY) Квадрі Аруна (NGR) |
| Африканський кваліфікаційний турнір           | 16–18 лютого 2016  | Хартум           | 2     | Сегун Торіола (NGR) Сураджу Сака (CGO) |
| Океанський кваліфікаційний турнір             | 20–24 березня 2016 | Бендіго          | 3     | Девід Павелл (AUS) Кріс Ян (AUS) Лю Тентен (NZL) Йошуа Шін (VAN) |
| Латинськоамериканський кваліфікаційний турнір | 1–3 квітня 2016    | Сантьяго         | 5     | Анді Перейра (CUB) Хорхе Кампос (CUB) Маркос Мадрід (MEX) Браєн Афанадор (PUR) Густаво Цубой (BRA) |
| Північноамериканський кваліфікаційний турнір  | 8–10 квітня 2016   | Торонто          | 3     | Юджин Ван (CAN) Фен Іцзюнь (USA) Канак Джха (USA) |
| Європейський кваліфікаційний турнір           | 12–16 квітня 2016  | Гальмстад        | 10    | Панайотіс Гіоніс (GRE) Тімо Болл (GER) Маркуш Фрейташ (POR) Бастіан Стегер (GER)† Тіаго Аполонія (POR) Олександр Шибаєв (RUS) Пер Герелль (SWE) Боян Токіч (SLO) Йонатан Грот (DEN) Емануель Лебессон (FRA) Коу Лей (UKR) |
| Азійський кваліфікаційний турнір              | 13–17 квітня 2016  | Гонконг          | 12    | Сумяджит Гош (IND)SA Чень Фен (SIN)SEA Ма Лун (CHN)EA Німа Аламіян (IRI)MA Лі Пін (QAT)WA Кирило Герасименко (KAZ) Шарат Камал Ашанта (IND) Чень Цзяньань (TPE) Хо Кван Кіт (HKG)† Ношад Аламіян (IRI) Зохід Кенжаєв (UZB) Пасадак Танвіріявечхакул (THA) |
| Світовий рейтинг ITTF                         | 5–30 травня 2016   | —                | 24    | Фань Чженьдун (CHN) Суй Сін (CHN)† Чжан Цзіке (CHN) Цзюн Мідзутані (JPN) Чуан Чжиюань (TPE) Вон Чхунтін (HKG) Володимир Самсонов (BLR) Тан Пен (HKG) Лі Сан Су (KOR) Махару Йосімура (JPN)† Кокі Ніва (JPN) Чон Йон Сік (KOR) Андрей Гачіна (CRO) Штефан Фегерль (AUT) Сімон Гозі (FRA) Крістіан Карлссон (SWE) Гао Нін (SIN) Ахмет Лі (TUR) Роберт Гардос (AUT) Ван Цзеньї (POL) Ван Ян (SVK) Ліам Пітчфорд (GBR) Якуб Діяс (POL) Пол Дрінкхолл (GBR) Овідіу Йонеску (ROU) |
| Запрошення тристоронньої комісії              | 30 травня 2016     | —                | 1     | Марсело Агірре (PAR) |
| Перерозподіл невикористаних квот              | 15–30 травня 2016  | —                | 7     | Любомир Янкарик (CZE) Бенедек Олах (FIN) Дмитро Прокопцов (CZE) Адам Паттантіуш (HUN) Хе Чжівень (ESP) Александар Каракашевич (SRB) Адріан Крішан (ROU) |
| Командний розподіл                            | 30 травня 2016     | —                | 12    | Абіодун Боде (NGR)† Тімоті Ван (USA)† Ху Хемін (AUS)† Жуан Монтейро (POR)† Чу Се Хьок (KOR)† Трістан Флоре (FRA)† Маттіас Карлссон (SWE)† Даніель Хабезон (AUT)† Даніель Горак (POL)† Цзян Хунцзе (TPE)† Сем Вокер (GBR)† Кадзуо Мацумото (BRA)† |
| Загалом                                       | Загалом            | Загалом          | 86    | |

Скорочення
- EA – Переможець Східноазійської зони
- SEA – Переможець Південносхідноазійської зони
- SA – Переможець Півднноазійської зони
- MA – Переможець Середньоазійської зони
- WA – Переможець Західноазійської зони

### Командний розряд (чоловіки)
| Спосіб кваліфікації  | Строки         | Місць | Команди, що кваліфікувались |
| -------------------- | -------------- | ----- | --- |
| Континентальна квота | 30 травня 2016 | 6     | Нігерія (NGR) (Африка) Китай (CHN) (Азія) Німеччина (GER) (Європа) Бразилія (BRA) (Латинська Америка) США (USA) (Північна Америка) Австралія (AUS) (Океанія)         |
| Країна-господарка    | 30 травня 2016 | 1     | — |
| Залишкова квота      | 30 травня 2016 | 10    | Японія (JPN) Гонконг (HKG) Португалія (POR) Південна Корея (KOR) Франція (FRA) Швеція (SWE) Австрія (AUT) Польща (POL) Китайський Тайбей (TPE) Велика Британія (GBR) |
| Загалом              | Загалом        | 16    | |

| НОК                     | Континент/регіон  | Кваліфікувалось | Рейтинг ITTF |
| ----------------------- | ----------------- | --------------- | ------------ |
| Китай (CHN)             | Азія              | 2               | 1            |
| Німеччина (GER)         | Європа            | 2               | 2            |
| Японія (JPN)            | Азія              | 2               | 3            |
| Гонконг (HKG)           | Азія              | 2               | 4            |
| Португалія (POR)        | Європа            | 2               | 5            |
| Південна Корея (KOR)    | Азія              | 2               | 6            |
| Франція (FRA)           | Європа            | 2               | 7            |
| Швеція (SWE)            | Європа            | 2               | 8            |
| Австрія (AUT)           | Європа            | 2               | 9            |
| Польща (POL)            | Європа            | 2               | 10           |
| Китайський Тайбей (TPE) | Азія              | 2               | 11           |
| Велика Британія (GBR)   | Європа            | 2               | 12           |
| Сінгапур (SIN)          | Азія              | 2               | 15           |
| Індія (IND)             | Азія              | 2               | 17           |
| Бразилія (BRA)          | Латинська Америка | 2               | 20           |
| Нігерія (NGR)           | Африка            | 2               | 27           |
| Єгипет (EGY)            | Африка            | 2               | 32           |
| Іран (IRI)              | Азія              | 2               | 33           |
| Республіка Конго (CGO)  | Африка            | 2               | 35           |
| Куба (CUB)              | Латинська Америка | 2               | 38           |
| США (USA)               | Північна Америка  | 2               | 48           |
| Австралія (AUS)         | Океанія           | 2               | 55           |

### Одиночний розряд (жінки)
| Спосіб кваліфікації                           | Строки             | Місце проведення | Місць | Спортсменки, що кваліфікувались |
| --------------------------------------------- | ------------------ | ---------------- | ----- | --- |
| Європейські ігри 2015                         | 12–28 червня 2015  | Баку             | 1     | Лі Цзяо (NED) |
| Панамериканські ігри 2015                     | 10–26 липня 2015   | Торонто          | 1     | Дженніфер У (USA) |
| Всеафриканські ігри 2015                      | 10–19 вересня 2015 | Браззавіль       | 4     | Хань Сін (CGO) Надін Ель-Давлатлі (EGY) Діна Мешреф (EGY) Олуфунке Ошонайке (NGR) |
| Африканський кваліфікаційний турнір           | 16–18 лютого 2016  | Хартум           | 2     | Оффіонг Едем (NGR) Сафа Сайдані (TUN) |
| Океанський кваліфікаційний турнір             | 22–25 березня 2016 | Бендіго          | 3     | Лай Цзяньфан (AUS) Мелісса Теппер (AUS) Саллі Ї (FIJ) |
| Латинськоамериканський кваліфікаційний турнір | 1–3 квітня 2016    | Сантьяго         | 6     | Адріана Діас (PUR) Ладі Руано (COL) Кароліне Кумахара (BRA) Лінь Гуй (BRA) Гремліс Арвело (VEN) Ядіра Сілва (MEX) |
| Північноамериканський кваліфікаційний турнір  | 8–10 квітня 2016   | Торонто          | 2     | Лілі Чжан (USA) Чжан Мо (CAN) |
| Європейський кваліфікаційний турнір           | 12–16 квітня 2016  | Гальмстад        | 11    | Хань Їн (GER) Петрісса Солья (GER) Шань Сяона (GER)† Мелек Ху (TUR) Юй Фу (POR) Лі Цянь (POL) Поліна Михайлова (RUS) Лю Цзя (AUT) Лі Цзе (NED) Лі Фень (SWE) Матільда Екхольм (SWE) |
| Азійський кваліфікаційний турнір              | 13–17 квітня 2016  | Гонконг          | 11    | Маніка Батра (IND)SA Фен Тянь Вей (SIN)SEA Маріана Сахакян (LIB)WA Неда Шахсаварі (IRI)MA Лі Сяося (CHN)EA Сутхасіні Саветтабут (THA) Лі Мьон Сун (PRK) Кім Сон Ї (PRK) Нантхана Комвонг (THA) Моума Дас (IND) Йан Ларіба (PHI) |
| Світовий рейтинг ITTF                         | 5–30 травня 2016   | —                | 23    | Лю Шивень (CHN)† Дін Нін (CHN) Касумі Ісікава (JPN) Ай Фукухара (JPN) Чон Джі Хі (KOR) Со Хьо Вон (KOR) Чен Ічін (TPE) Юй Мен'юй (SIN) Ду Хой Кем (HKG) Лі Хо Чхін (HKG) Чень Сиюй (TPE) Елізабета Самара (ROU) Георгіна Пота (HUN) Тетяна Біленко (UKR) Шень Яньфей (ESP) Лі Сюе (FRA) Софія Полканова (AUT) Шао Цзені (POR) Даніела Додян (ROU) Вікторія павлович (BLR) Катажина Гжибовська (POL) Івета Ваценовська (CZE) Барбора Балажова (SVK) |
| Запрошення тристоронньої комісії              | 30 травня 2016     | —                | 1     | Хеба Алледжі (SYR) |
| Перерозподіл невикористаних квот              | 15–30 травня 2016  | —                | 7     | Ні Сялянь (LUX) Маргарита Песоцька (UKR) Марія Долгіх (RUS) Хана Мателова (CZE) Кароль Грундіш (FRA) Ева Одорова (SVK) Олександра Привалова (BLR) Петра Ловаш (HUN) |
| Командний розподіл                            | 30 травня 2016     | —                | 13    | Юсра Абдельразек (EGY)† Цжен Цзяці (USA)† Салла Чжан (AUS)† Міма Іто (JPN)† Чжоу Їхань (SIN)† Тіе Яна (HKG)† Ян Хе Ун (KOR)† Рі Мі Гьон (PRK)† Брітт Ерланд (NED)† Бернадетт Соч (ROU)† Наталія Партика (POL)† Лі Цянбін (AUT)† Бруна Такахасі (BRA)† |
| Загалом                                       | Загалом            | Загалом          | 86    | |

Скорочення
- EA – Переможниця Східноазійської зони
- SEA – Переможниця Південносхідноазійської зони
- SA – Переможниця Півднноазійської зони
- MA – Переможниця Середньоазійської зони
- WA – Переможниця Західноазійської зони

### Командний розряд (жінки)
| Спосіб кваліфікації  | Строки         | Місць | Команди, що кваліфікувались |
| -------------------- | -------------- | ----- | --- |
| Континентальна квота | 30 травня 2016 | 6     | Єгипет (EGY) (Африка) Китай (CHN) (Азія) Німеччина (GER) (Європа) Бразилія (BRA) (Латинська Америка) США (USA) (Північна Америка) Австралія (AUS) (Океанія)           |
| Країна-господарка    | 30 травня 2016 | 1     | — |
| Залишкова квота      | 30 травня 2016 | 10    | Японія (JPN) Сінгапур (SIN) Гонконг (HKG) Південна Корея (KOR) Китайський Тайбей (TPE) Північна Корея (PRK) Нідерланди (NED) Румунія (ROU) Польща (POL) Австрія (AUT) |
| Загалом              | Загалом        | 16    | |

| НОК                     | Континент/регіон  | Кваліфікувалось | Рейтинг ITTF |
| ----------------------- | ----------------- | --------------- | ------------ |
| Китай (CHN)             | Азія              | 2               | 1            |
| Японія (JPN)            | Азія              | 2               | 2            |
| Німеччина (GER)         | Європа            | 2               | 3            |
| Сінгапур (SIN)          | Азія              | 2               | 4            |
| Гонконг (HKG)           | Азія              | 2               | 5            |
| Південна Корея (KOR)    | Азія              | 2               | 6            |
| Китайський Тайбей (TPE) | Азія              | 2               | 7            |
| Північна Корея (PRK)    | Азія              | 2               | 8            |
| Нідерланди (NED)        | Європа            | 2               | 9            |
| Румунія (ROU)           | Європа            | 2               | 10           |
| Польща (POL)            | Європа            | 2               | 11           |
| Австрія (AUT)           | Європа            | 2               | 12           |
| Швеція (SWE)            | Європа            | 2               | 13           |
| Португалія (POR)        | Європа            | 2               | 15           |
| Таїланд (THA)           | Азія              | 2               | 21           |
| США (USA)               | Північна Америка  | 2               | 26           |
| Індія (IND)             | Азія              | 2               | 29           |
| Бразилія (BRA)          | Латинська Америка | 2               | 30           |
| Єгипет (EGY)            | Африка            | 2               | 31           |
| Австралія (AUS)         | Океанія           | 2               | 32           |
| Нігерія (NGR)           | Африка            | 2               | 39           |